# Momères
Momères – miejscowość i gmina we Francji, w regionie Oksytania, w departamencie Pireneje Wysokie.
Według danych na rok 1990 gminę zamieszkiwało 535 osób, a gęstość zaludnienia wynosiła 229 osób/km² (wśród 3020 gmin regionu Midi-Pyrénées Momères plasuje się na 565. miejscu pod względem liczby ludności, natomiast pod względem powierzchni na miejscu 1695.).